# World of Warcraft
World of Warcraft (Lumea Războiului sau pe scurt WoW) este un joc de tip MMORPG (joc în masă online) lansat în 2004 de Blizzard Entertainment. Setat în universul fantastic Warcraft, World of Warcraft are loc în lumea Azeroth, la aproximativ patru ani după evenimentele din jocul precedent din serie, Warcraft III: The Frozen Throne. Jocul a fost anunțat în 2001 și a fost lansat pentru a marca a 10-a aniversare a francizei Warcraft pe 23 noiembrie 2004. De la lansare, World of Warcraft a avut nouă pachete majore de expansiune: 
- The Burning Crusade (2007) - Cruciada Arzătoare
- Wrath of the Lich King (2008) - Mânia Regelui Strigoi
- Cataclysm (2010) - Cataclism
- Mists of Pandaria (2012) - Cețurile Pandariei
- Warlords of Draenor (2014) - Despoții din Draenor
- Legion (2016) - Legiunea
- Battle for Azeroth (2018) - Bătălia pentru Azeroth
- Shadowlands (2020) - Tărâmurile Umbrelor
- Dragonflight (2022) - Zborul Dragonilor

Alte trei expansiuni au fost anunțate în 2023.:
- The War Within - Războiul Interior
- Midnight - Miezul Nopții
- The Last Titan - Ultimul Titan

Similar altor MMORPG-uri, jocul permite jucătorilor să creeze un personaj și să exploreze o lume deschisă în persoana a treia, explorând peisajul, luptând cu diverse creaturi, completând misiuni și interacționând cu personaje non-jucător (NPC-uri) sau alți jucători. Jocul încurajează colaborarea între oameni pentru a finaliza misiuni, a intra în temnițe și a se angaja în lupte PvP (jucător versus jucăor), însă jocul poate fi jucat și solo fără a interacționa cu alții. Jocul se concentrează în principal pe progresia personajului, în care jucătorii câștigă puncte de experiență pentru a-și crește nivelul personajului (sau prin alte cuvinte puterea acestuia) și obținând echipamente mai bune prin troc sau metoda modernă de vânzare/cumpărare.
World of Warcraft a avut un succes critic și comercial major la lansarea sa inițială în 2004 și a devenit rapid cel mai popular MMORPG din toate timpurile, atingând un vârf de 12 milioane de abonați în 2010. Jocul avea peste o sută de milioane de conturi înregistrate până în 2014 și, până în 2017, a generat venituri de peste 9,23 miliarde de dolari, devenind una dintre cele mai profitabile francize de jocuri video din toate timpurile. Jocul a fost citat de jurnaliștii de jocuri ca fiind cel mai mare MMORPG din toate timpurile și unul dintre cele mai mari jocuri video din toate timpurile și a fost remarcat pentru longevitatea sa, continuând să primească suport de la dezvoltatori și pachete de expansiune la peste 15 ani de la lansarea inițială. În 2019, o versiune clasică a jocului intitulată World of Warcraft Classic a fost lansată, permițând jucătorilor să experimenteze jocul de bază înainte de lansarea oricăreia dintre expansiuni, iar versiunile clasice pentru expansiunile viitoare au fost lansate ulterior, cu modificări minore. În 2022, Blizzard și NetEase au anulat un joc mobil World of Warcraft

### Povestea
World of Warcraft are loc în lumea Azeroth-ului, o planetă plină de magie, aventură și război. Povestea jocului se dezvoltă în continuu prin expansiuni și actualizări regulate, fiecare aducând noi teritorii, personaje și linii narative.

### Azeroth și facțiunile sale
Lumea Azeroth este împărțită în mai multe continente și regate, dintre care cele mai cunoscute sunt Kalimdor, Regatele de Est, Northrend și Pandaria. Jocul este structurat în jurul conflictului dintre două facțiuni principale: Alianța și Hoarda.
- Alianța: Este compusă din rase precum oameni, elfi de noapte, gnomi, pitici, draenei, worgen și pandareni.
- Hoarda: Include orci, taurenii, troli, forsaken (nemuritori), elfi de sânge, goblini și pandareni.